# Abbi Fisher
Abigail E. Fisher detta Abbi (Conway, 20 agosto 1957) è un'ex sciatrice alpina statunitense.

## Biografia
Specialista delle prove tecniche originaria di South Conway, Abbi Fisher ottenne il primo risultato di rilievo in Coppa del Mondo il 21 febbraio 1975 a Naeba in slalom speciale (5ª); l'anno dopo ai XII Giochi olimpici invernali di Innsbruck 1976, sua prima presenza olimpica, non concluse la prova di slalom speciale. Il 9 dicembre 1976 salì per la prima volta sul podio in Coppa del Mondo con il 2º posto ottenuto nello slalom gigante disputato a Val-d'Isère, alle spalle della svizzera Lise-Marie Morerod, e nella stagione seguente partecipò ai Mondiali di Garmisch-Partenkirchen 1978, senza ottenere piazzamenti di rilievo.
Il 10 dicembre 1978 conquistò a Piancavallo in slalom speciale la sua unica vittoria, nonché ultimo podio, in Coppa del Mondo; ai XIII Giochi olimpici invernali di Lake Placid 1980, sua ultima presenza olimpica, non concluse la prova di slalom speciale. Il 4 marzo 1982 ottenne l'ultimo piazzamento della sua attività agonistica piazzandosi 15ª nello slalom gigante valido per la Coppa del Mondo disputato a Waterville Valley.

## Palmarès

### Coppa del Mondo
- Miglior piazzamento in classifica generale: 14ª nel 1978
- 3 podi:
  - 1 vittoria (in slalom speciale)
  - 1 secondo posto (in slalom gigante)
  - 1 terzo posto (in slalom gigante)

#### Coppa del Mondo - vittorie
| Data             | Località    | Paese  | Specialità |
| ---------------- | ----------- | ------ | ---------- |
| 10 dicembre 1978 | Piancavallo | Italia | SL         |

Legenda:

SL = slalom speciale